# إدواردو سيرانو
إدواردو سيرانو (بالإسبانية: Eduardo Serrano) هو موزع وملحن فنزويلي، ولد في 14 فبراير 1911 في كاراكاس في فنزويلا، وتوفي بنفس المكان في 13 أكتوبر 2008.

## وصلات خارجية
- إدواردو سيرانو على موقع IMDb (الإنجليزية)